# Associazione Calcio Fiorentina 1989-1990
Questa voce raccoglie le informazioni riguardanti l'Associazione Calcio Fiorentina nelle competizioni ufficiali della stagione 1989-1990.

## Stagione

Dunga contrastato dallo juventino Alejnikov durante la finale di ritorno della Coppa UEFA

La squadra viola nella stagione 1989-1990 lotta fino all'ultima giornata per salvarsi dalla retrocessione, cambiando allenatore in corsa dopo la trentesima giornata: da Bruno Giorgi si passa all'esordiente Francesco Graziani, che riesce ad agguantare la salvezza certa proprio all'ultimo atto, con il 4-1 all'Atalanta.
La rosa ha molti cambiamenti rispetto all'anno precedente, a partire dall'addio di Stefano Borgonovo, sostituito in attacco da Oscar Dertycia che si infortuna a metà stagione. Oltre all'argentino vengono acquistati altri giocatori come Renato Buso, Giuseppe Volpecina, Stefano Pioli, il ceco Luboš Kubík, Giuseppe Iachini, Marco Nappi, Mario Faccenda a cui si aggregano i giovani della Primavera come Alberto Malusci e Giacomo Banchelli.
La Fiorentina in questa stagione è costretta a giocare su campi diversi, Pistoia, Perugia e Avellino, a causa dei lavori del Comunale in vista dei Mondiali.
In Coppa Italia i viola superano il primo turno eliminando il Licata, anche il secondo turno eliminando il Como, poi si fermano nel girone B che qualifica alle semifinali, nel quale vengono eliminati dal Napoli.
In Coppa UEFA la Fiorentina, dopo aver superato Atlético Madrid, Sochaux, Dinamo Kiev, Auxerre e Werder Brema, arriva in finale contro la Juventus, la prima tra due squadre italiane nella storia dei tornei confederali. La finale viene persa dalla Fiorentina nel doppio confronto, con polemiche da parte dei tifosi viola per la scelta della sede della partita di ritorno ad Avellino, un'iniziativa della dirigenza viola, dopo che l'UEFA aveva sospeso lo stadio Renato Curi di Perugia, scelto dai gigliati per gli incontri casalinghi nella competizione, dopo i disordini causati dalla propria tifoseria durante la semifinale contro il Werder Brema.
Da questa stagione la Fiorentina entra nella storia delle competizioni europee, partecipando a tutte e tre le finali dei tornei istituiti dall'UEFA: Coppa Campioni (il 31 maggio 1957 persa contro il Real Madrid), Coppa delle Coppe (il 17 e il 27 maggio 1961 vinta contro i Rangers di Glasgow e il 5 settembre 1962 persa contro l'Atletico Madrid) e Coppa UEFA (il 2 e il 16 maggio 1990 persa contro la Juventus).
Il giorno dopo la finale di Coppa UEFA, i Pontello annunciarono la cessione di Roberto Baggio alla Juventus. Quindi i tifosi scesero in piazza a protestare cingendo d'assedio la sede della Fiorentina e l'abitazione della famiglia proprietaria della squadra. Furono giorni di tensioni e scontri a Firenze, con numerosi arresti e denunce tra la tifoseria viola.
Tutti questi fattori portarono i tifosi fiorentini a contestare la nazionale italiana, in ritiro a Coverciano in vista dell'inizio del campionato del mondo 1990: gli azzurri furono costretti a lasciare la città e a trasferirsi a Marino, nei pressi di Roma. Per alcuni anni a Firenze la contestazione sarebbe continuata, con tanto di caroselli di auto a celebrare le sconfitte azzurre contro l'Argentina in occasione della semifinale mondiale del '90, e contro il Brasile nella finale del campionato del mondo 1994; il culmine si sarebbe raggiunto nella primavera del 1993, in occasione dell'amichevole con il Messico giocata al Franchi, durante il quale i tifosi viola, oltre a contestare la nazionale e sostenere i giocatori americani, arrivarono pure a fischiare Il Canto degli Italiani.

## Rosa
| N. |                   | Ruolo | Calciatore                   |
| -- | ----------------- | ----- | ---------------------------- |
|    | Italia (bandiera) | P     | Giuseppe Pellicanò           |
|    | Italia (bandiera) | P     | Marco Landucci               |
|    | Italia (bandiera) | D     | Giuseppe Antonaccio          |
|    | Italia (bandiera) | D     | Sergio Battistini (capitano) |
|    | Italia (bandiera) | D     | Roberto Bosco                |
|    | Italia (bandiera) | D     | Stefano Daniel               |
|    | Italia (bandiera) | D     | Alberto Di Chiara            |
|    | Italia (bandiera) | D     | Mario Faccenda               |
|    | Italia (bandiera) | D     | Alberto Malusci              |
|    | Italia (bandiera) | D     | Stefano Pioli                |
|    | Italia (bandiera) | D     | Celeste Pin                  |
|    | Italia (bandiera) | D     | Giuseppe Volpecina           |
|    | Italia (bandiera) | C     | Giacomo Callegari            |
|    | Italia (bandiera) | C     | Alessandro Antinori Petrini  |
|    | Italia (bandiera) | C     | Renato Buso                  |

| N. |                           | Ruolo | Calciatore         |
| -- | ------------------------- | ----- | ------------------ |
|    | Italia (bandiera)         | C     | Antonio Dell'Oglio |
|    | Brasile (bandiera)        | C     | Dunga              |
|    | Italia (bandiera)         | C     | Giuseppe Iachini   |
|    | Cecoslovacchia (bandiera) | C     | Luboš Kubík        |
|    | Italia (bandiera)         | C     | Roberto Onorati    |
|    | Italia (bandiera)         | C     | Luigi Sacchi       |
|    | Italia (bandiera)         | C     | Simone Sereni      |
|    | Italia (bandiera)         | C     | Mauro Zironelli    |
|    | Italia (bandiera)         | A     | Roberto Baggio     |
|    | Italia (bandiera)         | A     | Giacomo Banchelli  |
|    | Italia (bandiera)         | A     | Andrea Basciu      |
|    | Italia (bandiera)         | A     | Roberto Del Lama   |
|    | Argentina (bandiera)      | A     | Oscar Dertycia     |
|    | Italia (bandiera)         | A     | Marco Nappi        |

## Risultati

### Serie A

#### Girone di andata
| Arbitro: | Cornieti (Forlì) |

|               |           |            |
| Maiellaro 40’ | Marcatori | 78’ Baggio |

| Pistoia 3 settembre 1989 2ª giornata | Fiorentina        | 0 – 0 referto | Genoa | Stadio Comunale\| Arbitro: \| Frigerio (Milano) \| |
| Arbitro:                             | Frigerio (Milano) |               |       |                                                    |

| Arbitro: | Longhi (Roma) |

|                                         |           |           |
| Casiraghi 25’ Schillaci 67’ Alessio 90’ | Marcatori | 37’ Kubik |

| Arbitro: | Magni (Bergamo) |

|                   |           |  |
| Baggio 71’ (rig.) | Marcatori |  |

| Arbitro: | F. Baldas (Trieste) |

|                                           |           |                        |
| Pioli 61’ (aut.) Careca 76’ Corradini 87’ | Marcatori | 22’, 31’ (rig.) Baggio |

| Arbitro: | Agnolin (Bassano del Grappa) |

|             |           |                |
| Tassotti 2’ | Marcatori | 66’ Dell'Oglio |

| Arbitro: | Amendolia (Messina) |

|          |           |                         |
| Buso 41’ | Marcatori | 6’ Balbo 67’ Battistini |

| Arbitro: | Coppetelli (Tivoli) |

|            |           |  |
| Virdis 15’ | Marcatori |  |

| Arbitro: | Lo Bello (Siracusa) |

|                                         |           |                |
| Volpecina 23’ Battistini 34’ Baggio 53’ | Marcatori | 36’ R. Mancini |

| Arbitro: | Di Cola (Avezzano) |

|             |           |                     |
| Chiorri 77’ | Marcatori | 73’ Nappi 79’ Pioli |

| Arbitro: | F. Baldas (Trieste) |

|  |           |             |
|  | Marcatori | 78’ Geovani |

| Arbitro: | Amendolia (Messina) |

|                                        |           |             |
| Baggio 10’, 38’, 88’ Dertycia 64’, 69’ | Marcatori | 72’ Carillo |

| Arbitro: | Pezzella (Frattamaggiore) |

|               |           |              |
| Pierleoni 11’ | Marcatori | 58’ Dertycia |

| Arbitro: | Beschin (Legnago) |

|                |           |                            |
| Battistini 55’ | Marcatori | 7’ Desideri 44’ Rizzitelli |

| Arbitro: | Longhi (Roma) |

|            |           |  |
| Magrin 89’ | Marcatori |  |

| Arbitro: | Lanese (Messina) |

|                                  |           |                           |
| Baggio 45’ (rig.) Dell'Oglio 62’ | Marcatori | 50’, 60’ (rig.) A. Serena |

| Bergamo 30 dicembre 1989 17ª giornata | Atalanta            | 0 – 0 referto | Fiorentina | Stadio Comunale\| Arbitro: \| F. Baldas (Trieste) \| |
| Arbitro:                              | F. Baldas (Trieste) |               |            |                                                      |

#### Girone di ritorno
| Arbitro: | Sguizzato (Verona) |

|                            |           |                                 |
| Buso 51’ Baggio 76’ (rig.) | Marcatori | 67’ (rig.) Perrone 90’ Fioretti |

| Arbitro: | Felicani (Bologna) |

|              |           |              |
| Aguilera 39’ | Marcatori | 84’ Dertycia |

| Arbitro: | Longhi (Roma) |

|                                  |           |                       |
| Baggio 63’ (rig.) Battistini 72’ | Marcatori | 2’ Napoli 17’ Zavarov |

| Arbitro: | Cornieti (Forlì) |

|                |           |           |
| Roben Sosa 33’ | Marcatori | 70’ Kubik |

| Arbitro: | Lo Bello (Siracusa) |

|  |           |          |
|  | Marcatori | 19’ Fusi |

| Arbitro: | Longhi (Roma) |

|                             |           |                               |
| Baggio 23’ (rig.) Kubik 47’ | Marcatori | 55’ Evani 60’, 66’ Van Basten |

| Arbitro: | Magni (Bergamo) |

|            |           |          |
| Mattei 44’ | Marcatori | 45’ Buso |

| Arbitro: | F. Baldas (Trieste) |

|                                                 |           |  |
| Nappi 17’ Baggio 80’ (rig.) G. Ferri 85’ (aut.) | Marcatori |  |

| Arbitro: | Fabricatore (Roma) |

|                                           |           |  |
| Vierchowod 41’ A. Lombardo 68’ Vialli 78’ | Marcatori |  |

| Arezzo 4 marzo 1990 27ª giornata | Fiorentina          | 0 – 0 referto | Cremonese | Stadio Comunale\| Arbitro: \| Amendolia (Messina) \| |
| Arbitro:                         | Amendolia (Messina) |               |           |                                                      |

| Arbitro: | Coppetelli (Tivoli) |

|                 |           |  |
| B. Giordano 55’ | Marcatori |  |

| Arbitro: | Cornieti (Forlì) |

|                                 |           |                   |
| Cvetkovic 8’ P. Giovannelli 83’ | Marcatori | 13’ (rig.) Baggio |

| Perugia 25 marzo 1990 30ª giornata | Fiorentina         | 0 – 0 referto | Cesena | Stadio Renato Curi\| Arbitro: \| Fabricatore (Roma) \| |
| Arbitro:                           | Fabricatore (Roma) |               |        |                                                        |

| Roma 8 aprile 1990 31ª giornata | Roma                | 0 – 0 referto | Fiorentina | Stadio Flaminio\| Arbitro: \| Lo Bello (Siracusa) \| |
| Arbitro:                        | Lo Bello (Siracusa) |               |            |                                                      |

| Arbitro: | F. Baldas (Trieste) |

|                                         |           |                   |
| A. Di Chiara 36’ Baggio 49’ (rig.), 89’ | Marcatori | 29’ D. Pellegrini |

| Arbitro: | Coppetelli (Tivoli) |

|                       |           |  |
| Berti 23’ Bergomi 65’ | Marcatori |  |

| Arbitro: | Pairetto (Torino) |

|                                                          |           |                 |
| Buso 5’ A. Di Chiara 35’ Prandelli 38’ (aut.) Baggio 57’ | Marcatori | 7’ (rig.) Evair |

### Coppa Italia

#### Turni eliminatori
| Arbitro: | Di Cola (Avezzano) |

|                    |           |                                         |
| La Rosa 73’ (rig.) | Marcatori | 16’ Battistini 39’ Di Chiara 64’ Baggio |

| Arbitro: | Baldas (Trieste) |

|                                                                       |                      |                                                                            |
| Bosco 39’                                                             | Marcatori            | 85’ Turrini                                                                |
| Battistini Onorati Pioli Volpecina Baggio Buso Bosco Iachini Dertycia | Tiri di rigore 9 – 8 | Turrini Mazzucato Milton Mannari Ferazzoli Lorenzini Gattuso Biondo Annoni |

#### Fase a gironi
| Arbitro: | Magni (Bergamo) |

|                                           |           |                             |
| Geovani 30’ (rig.) Waas 53’ Stringara 58’ | Marcatori | 14’ Battistini 62’ Dertycia |

| Arbitro: | Coppetelli (Tivoli) |

|           |           |              |
| Dunga 22’ | Marcatori | 49’ Maradona |

### Coppa UEFA
| Arbitro: | Schmidhuber |

|              |           |  |
| Baltazar 78’ | Marcatori |  |

| Arbitro: | Vautrot |

|                                          |                      |                                 |
| Bustingorri 25’ (aut.)                   | Marcatori            |                                 |
| Battistini Pioli Sereni Volpecina Baggio | Tiri di rigore 3 – 1 | Futre Marina Bustingorri Manolo |

| Perugia 18 ottobre 1989 Sedicesimi di finale - Andata | Fiorentina | 0 – 0 referto | Sochaux | Stadio Renato Curi\| Arbitro: \| Nemeth \| |
| Arbitro:                                              | Nemeth     |               |         |                                            |

| Arbitro: | Soriano Aladrén |

|            |           |          |
| Laurey 36’ | Marcatori | 33’ Buso |

| Arbitro: | Tritschler |

|                   |           |  |
| Baggio 78’ (rig.) | Marcatori |  |

| Kiev 6 dicembre 1989 Ottavi di finale - Ritorno | Dinamo Kiev | 0 – 0 referto | Fiorentina | Stadio Olimpico\| Arbitro: \| Worral \| |
| Arbitro:                                        | Worral      |               |            |                                         |

| Arbitro: | Fredriksson |

|              |           |  |
| Volpecina 6’ | Marcatori |  |

| Arbitro: | Smith |

|  |           |           |
|  | Marcatori | 79’ Nappi |

| Arbitro: | Mikkelsen |

|                     |           |           |
| Landucci 90’ (aut.) | Marcatori | 78’ Nappi |

| Perugia 17 aprile 1990 Semifinale - Ritorno | Fiorentina | 0 – 0 referto | Werder Brema | Stadio Renato Curi\| Arbitro: \| Biguet \| |
| Arbitro:                                    | Biguet     |               |              |                                            |

| Arbitro: | Emilio Soriano Aladrén |

|                                        |           |          |
| Galia 3’ Casiraghi 59’ De Agostini 73’ | Marcatori | 10’ Buso |

| Avellino 16 maggio 1990 Finale - Ritorno | Fiorentina       | 0 – 0 referto | Juventus | Stadio Partenio (40.000 spett.)\| Arbitro: \| Aron Schmidhuber \| |
| Arbitro:                                 | Aron Schmidhuber |               |          |                                                                   |

## Statistiche

### Statistiche dei giocatori
A completamento delle statistiche è da considerare due autogol a favore dei viola in campionato e uno in Coppa UEFA
Sono in corsivo i calciatori che hanno lasciato la società a stagione in corso.
| Giocatore           | Serie A  | Serie A | Serie A     | Serie A    | Coppa Italia | Coppa Italia | Coppa Italia | Coppa Italia | Coppa UEFA | Coppa UEFA | Coppa UEFA  | Coppa UEFA | Totale   | Totale | Totale      | Totale     |
| Giocatore           | Presenze | Reti    | Ammonizioni | Espulsioni | Presenze     | Reti         | Ammonizioni  | Espulsioni   | Presenze   | Reti       | Ammonizioni | Espulsioni | Presenze | Reti   | Ammonizioni | Espulsioni |
| ------------------- | -------- | ------- | ----------- | ---------- | ------------ | ------------ | ------------ | ------------ | ---------- | ---------- | ----------- | ---------- | -------- | ------ | ----------- | ---------- |
| A. Antinori Petrini | 1        | 0       | ?           | ?          | 0            | 0            | 0            | 0            | 1          | 0          | 0           | 0          | 2        | 0      | 0+          | 0+         |
| R. Baggio           | 32       | 17      | ?           | ?          | 2            | 1            | 0            | 0            | 12         | 1          | 1           | 0          | 46       | 19     | 1+          | 0+         |
| G. Banchelli        | 3        | 0       | ?           | ?          | 0            | 0            | 0            | 0            | 0          | 0          | 0           | 0          | 3        | 0      | 0+          | 0+         |
| S. Battistini       | 30       | 3       | ?           | ?          | 4            | 2            | 0            | 0            | 12         | 0          | 1           | 0          | 46       | 5      | 1+          | 0+         |
| A. Basciu           | 0        | 0       | ?           | ?          | 1            | 0            | 0            | 0            | 0          | 0          | 0           | 0          | 1        | 0      | 0+          | 0+         |
| R. Bosco            | 4        | 0       | ?           | ?          | 2            | 1            | 0            | 0            | 1          | 0          | 0           | 0          | 7        | 1      | 0+          | 0+         |
| R. Buso             | 29       | 4       | ?           | ?          | 3            | 0            | 1            | 0            | 9          | 3          | 2           | 0          | 41       | 7      | 3+          | 0+         |
| G. Callegari        | 3        | 0       | ?           | ?          | 0            | 0            | 0            | 0            | 2          | 0          | 0           | 0          | 5        | 0      | 0+          | 0+         |
| S. Daniel           | 2        | 0       | ?           | ?          | 1            | 0            | 0            | 0            | 1          | 0          | 0           | 0          | 4        | 0      | 0+          | 0+         |
| R. Del Lama         | 0        | 0       | ?           | ?          | 1            | 0            | 0            | 0            | 1          | 0          | 0           | 0          | 2        | 0      | 0+          | 0+         |
| A. Dell'Oglio       | 27       | 2       | ?           | ?          | 2            | 0            | 1            | 0            | 6          | 0          | 2           | 0          | 35       | 2      | 3+          | 0+         |
| O. Dertycia         | 19       | 4       | ?           | ?          | 3            | 1            | 1            | 0            | 6          | 0          | 1           | 0          | 28       | 5      | 2+          | 0+         |
| A. Di Chiara        | 21       | 2       | ?           | ?          | 3            | 1            | 0            | 0            | 8          | 0          | 3           | 1          | 32       | 3      | 3+          | 1+         |
| Dunga               | 28       | 0       | ?           | ?          | 2            | 1            | 0            | 0            | 11         | 0          | 2           | 0          | 41       | 1      | 2+          | 0+         |
| M. Faccenda         | 20       | 0       | ?           | ?          | 2            | 0            | 0            | 0            | 4          | 0          | 0           | 1          | 26       | 0      | 0+          | 1+         |
| G. Iachini          | 23       | 0       | ?           | ?          | 4            | 0            | 0            | 0            | 7          | 0          | 3           | 1          | 34       | 0      | 3+          | 1+         |
| L. Kubík            | 26       | 3       | ?           | ?          | 4            | 0            | 1            | 0            | 10         | 0          | 2           | 0          | 40       | 3      | 3+          | 0+         |
| M. Landucci         | 34       | -42     | ?           | ?          | 4            | -6           | ?            | ?            | 12         | -6         | 1           | 0          | 50       | -54    | 1+          | 0+         |
| A. Malusci          | 11       | 0       | ?           | ?          | 1            | 0            | 0            | 0            | 4          | 0          | 0           | 0          | 16       | 0      | 0+          | 0+         |
| M. Nappi            | 20       | 2       | ?           | ?          | 1            | 0            | 0            | 0            | 6          | 2          | 2           | 0          | 27       | 4      | 2+          | 0+         |
| R. Onorati          | 0        | 0       | ?           | ?          | 2            | 0            | 0            | 0            | 0          | 0          | 0           | 0          | 2        | 0      | 0+          | 0+         |
| G. Pellicanò        | 0        | -0      | ?           | ?          | 0            | -0           | ?            | ?            | 0          | -0         | 0           | 0          | 0        | -0     | 0+          | 0+         |
| C. Pin              | 28       | 0       | ?           | ?          | 3            | 0            | 0            | 0            | 11         | 0          | 1           | 0          | 42       | 0      | 1+          | 0+         |
| S. Pioli            | 26       | 1       | ?           | ?          | 3            | 0            | 0            | 0            | 10         | 0          | 1           | 0          | 39       | 1      | 1+          | 0+         |
| L. Sacchi           | 2        | 0       | ?           | ?          | 1            | 0            | 1            | 0            | 0          | 0          | 0           | 0          | 3        | 0      | 1+          | 0+         |
| S. Sereni           | 2        | 0       | ?           | ?          | 1            | 0            | 0            | 0            | 1          | 0          | 0           | 0          | 4        | 0      | 0+          | 0+         |
| G. Volpecina        | 30       | 1       | ?           | ?          | 2            | 0            | 0            | 0            | 10         | 1          | 0           | 0          | 42       | 2      | 0+          | 0+         |
| M. Zironelli        | 6        | 0       | ?           | ?          | 0            | 0            | 0            | 0            | 3          | 0          | 1           | 0          | 9        | 0      | 1+          | 0+         |